# پلپرو
پلپرو (به انگلیسی: Polperro) یک روستا و محله مدنی در بریتانیا است که در کورنوال واقع شده‌است. پلپرو ۵٬۲۸۰ نفر جمعیت دارد.